# Crossing Lines
Crossing Lines (en español: Cruzando Fronteras), es una serie de televisión estadounidense, francesa y alemana estrenada el 23 de agosto del 2013.
El 20 de febrero de 2015 se anunció que la serie había sido renovada para una tercera temporada, la cual fue estrenada el 25 de septiembre de 2015.

## Historia
Michel Dorn es un miembro de la Corte Penal Internacional con sede en La Haya, que decide crear una unidad de élite para investigar delitos que atraviesan las fronteras nacionales. Al frente de la unidad pone al detective Louis Daniel, un hombre atormentado por el asesinato de su hijo, Etienne, cuyo responsable no ha sido detenido.
Louis decide reclutar a Carl Hickman, un exoficial de la policía de Nueva York, expulsado después de que Phillip Genovese, un criminal le disparará en la mano mientras él intentaba rescatar a un niño, la herida ocasionó que fuera incapaz de sostener un arma y se volviera adicto a la morfina, ahora reside en un remolque y trabaja como recogedor de basura detrás de un parque de diversiones en los Países Bajos.
Además la unidad está conformada por el comisario Sebastián Berger un especialista en informática y tecnología de Alemania, la sargento Eva Vittoria una experta de operaciones encubierta y antimafia de Italia, el detective Tommy McConnel un experto en armas y tácticas de Irlanda del Norte, y la detective Anne-Marie San una analista de crímenes y de contrabando de Francia. Al final de la primera temporada al grupo se les une la inspectora Arabela Seeger de Holanda.
Durante el final de la segunda temporada Carl Hickman descubre que Tommy McConnel le ha ocultado información vital sobre su secuestro, además una sospechosa le dispará varias veces al detective Louis Daniel frente a Carl Hickman, mientras que Michel Dorn queda horrorizado al acudir a la habitación de la sargento Eva Vittoria que se había citado con un criminal.
Durante la tercera temporada Michel Dorn decide volver a formar el equipo que había sido disuelto, además de contar con los antiguos miembros Arabela Seeger y Sebastián Berger, incorporará como nueva líder a la investigadora estadounidense Carine Strand, además del inspector de la policía italiana especializado en secuestros Marco Constante, la joven psicóloga inglesa Ellie Delfont-Bogard y el inspector escocés Luke Wilkinson.

## Personajes
| Actor              | Personaje               | Ocupación                                             | Nacionalidad   | N.º de Episodios | Duración    |
| ------------------ | ----------------------- | ----------------------------------------------------- | -------------- | ---------------- | ----------- |
| Donald Sutherland  | Michel Lechnya Dorn     | Miembro de la Corte Penal Internacional "ICC"         | Polaco         | 22               | 2013 - 2015 |
| Tom Wlaschiha      | Comis. Sebastian Berger | Detective/Comisario de la Policía de Berlín/ICC       | Alemán         | 22               | 2013 - 2015 |
| Lara Rossi         | Insp. Arabela Seeger    | Inspectora/ex-Sargento de la policía de Rotterdam/ICC | Holandesa      | 14               | 2013 - 2015 |
| Elizabeth Mitchell | Carine Strand           | Investigadora/Jefa del Equipo de la ICC               | Estadounidense | 12               | 2015        |
| Goran Visnjic      | Insp. Marco Constante   | Experto en Secuestros/Inspector/ICC                   | Italiano       | 12               | 2015        |
| Stuart Martin      | Det. Luke Wilkinson     | Inspector/ICC                                         | Escocés        | 12               | 2015        |
| Naomi Battrick     | Ellie Delfont-Bogard    | Psicóloga Forense/ICC                                 | Inglesa        | 12               | 2015        |

### Personajes recurrentes
| Actor             | Personaje           | Ocupación                                         | N.º de Episodios | Duración        |
| ----------------- | ------------------- | ------------------------------------------------- | ---------------- | --------------- |
| Elsa Mollien      | Rebecca Daniel      | Fiscal de la ICC                                  | 14               | 2013 - presente |
| Klára Issová      | Shari               | Adivina                                           | 9                | 2013 - presente |
| Carrie-Anne Moss  | Det. Amanda Andrews | Detective del NYPD                                | 4                | 2014 - presente |
| Kim Coates        | Phillip Genovese    | Traficante de Menores                             | 4                | 2013 - presente |
| Rossif Sutherland | Lt. Moreau          | Teniente de la Prefectura de la Policía de París  | 4                | 2013 - presente |
| Marc Barbé        | Leveaux             | Comisario de la Prefectura de la Policía de París | 4                | 2013 - presente |
| Florentine Lahme  | Kathrin Eicholz     | Detective Alemana                                 | 2                | 2013 - presente |
| Ray Stevenson     | Miles Lennon        | Detective Inspector en Jefe de Scotland Yard      | 2                | 2014 - presente |
| Ronan Raftery     | Colin McConnel      | -                                                 | 2                | 2013 - presente |
| Niamh McGrady     | Rose McConnel       | -                                                 | 2                | 2014 - presente |
| Sophia Myles      | Dra. Anna Clarke    | Psiquiatra de la Prisión/Criminal                 | 2                | 2014 - presente |
| Liam Carney       | Michael McConnel    | -                                                 | 1                | 2014 - presente |
| Gabrielle Reidy   | Colleen McConnel    | -                                                 | 1                | 2014 - presente |
| Michelle Fairley  | Sophie Baines       | Fiscal                                            | 1                | 2015 - presente |

### Antiguos personajes principales
| Actor             | Personaje                   | Ocupación                                                  | Episodios | Duración    | Estado | Causa                          |
| ----------------- | --------------------------- | ---------------------------------------------------------- | --------- | ----------- | ------ | ------------------------------ |
| Gabriella Pession | Eva Vittoria                | Sargento de Europol y ex-NOCS/ICC                          | 22        | 2013 - 2014 | -      | -                              |
| Richard Flood     | Det. Tommy McConnel         | Detective del Servicio de Policía de Irlanda del Norte/ICC | 22        | 2013 - 2014 | -      | -                              |
| William Fichtner  | Det. Carlton "Carl" Hickman | Detective de Primer Grado, ex-NYPD/ICC                     | 22        | 2013 - 2014 | -      | -                              |
| Marc Lavoine      | Det. Maj. Louis Daniel      | Detective Mayor de la ICC/DCPJ                             | 22        | 2013 - 2014 | Muerto | múltiples disparos en el tórax |
| Moon Dailly       | Det. Sgt. Anne-Marie San    | Detective Sargento de la Policía Nacional Francesa         | 10        | 2013        | Muerta | accidente de Coche             |

### Antiguos personajes recurrentes
| Actor              | Personaje            | Ocupación                                                     | Episodios | Duración | Estado | Causa                                            |
| ------------------ | -------------------- | ------------------------------------------------------------- | --------- | -------- | ------ | ------------------------------------------------ |
| Genevieve O'Reilly | Insp. Sienna Pride   | Inspectora de Scotland Yard (Especialista en Interrogatorios) | 2         | 2013     | Muerta | acuchillada por la espalda durante una operación |
| Marco Bonini       | Lorenzo Vincente     | Detective italiano                                            | 2         | 2013     | Vivo   | -                                                |
| Thomas Scharff     | Morand               | Criminal                                                      | 2         | 2014     | -      | -                                                |
| Alice Taglioni     | Lt. Dominique Claire | Teniente de la Prefectura de la Policía de París              | 1         | 2013     | Viva   | -                                                |
| Erin Richards      | Nicole Ryan          | Criminal                                                      | 1         | 2013     | -      | -                                                |
| Luis Callejo       | Raúl Campo           | Inspector del Cuerpo Nacional de Policía España               | 1         | 2014     | Vivo   | -                                                |
| Iván González      | Pedro Almora         | Criminal                                                      | 1         | 2014     | Muerto | -                                                |
| Iván Sánchez       | Mateo Cruz           | Reportero                                                     | 1         | 2014     | Vivo   | -                                                |
| Ulric von der Esch | Anholts              | Detective                                                     | 1         | 2014     | -      | -                                                |

## Episodios
| Temporada | Año  | Total |
| --------- | ---- | ----- |
| Primera   | 2013 | 10    |
| Segunda   | 2014 | 12    |
| Tercera   | 2015 | 12    |

## Premios y nominaciones
| Año  | Categoría            | Premio             | Nominado       | Resultado |
| ---- | -------------------- | ------------------ | -------------- | --------- |
| 2014 | Best Drama TV Series | Golden Nymph Award | Crossing Lines | Nominado  |

## Producción
La serie fue estrenada el 9 de junio del 2013 en el "Opening Ceremonies" de la edición 53 del Festival de Televisión de Monte-Carlo, siendo la primera vez que una serie de televisión fuera estrenada en un festival.
La serie fue creada por Edward Allen Bernero y Rola Bauer.
La primera temporada fue filmada en París, Niza y Praga. También se usaron locaciones de los Países Bajos, Berlín y Viena. Las locaciones utilizadas para la segunda temporada serán Francia,  República Checa, Monte Carlo y Bulgaria.
En el 2013 la serie fue renovada para una segunda temporada la cual fue estrenada en el 2014.
El 20 de febrero de 2015 se anunció que la serie había sido renovada para una tercera temporada y que las filmaciones comenzarían en febrero del mismo año, la nueva temporada contó con 12 episodios y fue estrenada el 25 de septiembre del mismo año.

### Emisiones en otros países
| País            | Cadenas                             | Fecha Inicio (1.ª Temporada) | Fecha Finalización (1.ª Temporada) | Fecha Inicio (2.ª Temporada) | Fecha Finalización (2.ª Temporada) | Fecha Inicio (3.ª Temporada) | Fecha Finalización (3.ª Temporada) |
| --------------- | ----------------------------------- | ---------------------------- | ---------------------------------- | ---------------------------- | ---------------------------------- | ---------------------------- | ---------------------------------- |
| Alemania        | Sat.1                               | 22 de agosto de 2013         | 26 de septiembre de 2013           | 4 de septiembre de 2014      | 13 de noviembre de 2014            | 22 de octubre de 2015        |                                    |
| Bulgaria        | AXN                                 | -                            | -                                  | 2014                         | -                                  | -                            |                                    |
| Canadá          | CBC                                 | 8 de octubre de 2013         | -                                  | -                            | -                                  | -                            |                                    |
| Corea           | AXN                                 | -                            | -                                  | 2014                         | -                                  | -                            |                                    |
| España          | AXN Netflix                         | 26 de septiembre de 2013     | 28 de noviembre de 2013            | 11 de septiembre de 2014     | 20 de noviembre de 2014            | 24 de septiembre de 2015     | 3 de diciembre de 2015             |
| Estados Unidos  | NBC -                               | 23 de junio de 2013 -        | 2013 -                             | - 2014                       | -                                  | -                            |                                    |
| Francia         | TF1                                 | -                            | -                                  | 11 de septiembre de 2014     | -                                  | -                            |                                    |
| Hungría         | AXN                                 | -                            | -                                  | 24 de septiembre de 2014     | -                                  | 24 de septiembre de 2015     |                                    |
| India           | AXN                                 | -                            | -                                  | -                            | -                                  | -                            |                                    |
| Italia          | Rai 2                               | 14 de junio de 2013          | -                                  | -                            | -                                  | -                            |                                    |
| Japón           | AXN                                 | -                            | -                                  | 2014                         | -                                  | -                            |                                    |
| México          | AXN                                 | 17 de octubre de 2013        | -                                  | 16 de octubre de 2014        | -                                  | 9 de noviembre de 2015       |                                    |
| Polonia         | AXN                                 | -                            | -                                  | 22 de septiembre de 2014     | -                                  | septiembre de 2015           |                                    |
| Portugal        | AXN                                 | -                            | -                                  | 2014                         | -                                  | -                            |                                    |
| Reino Unido     | LoveFilm Amazon Prime Instant Video | 25 de octubre de 2013 -      | -                                  | - 15 de agosto de 2014       | -                                  | diciembre del 2015           |                                    |
| República Checa | AXN                                 | -                            | -                                  | 2014                         | -                                  | -                            |                                    |
| Rumania         | AXN                                 | -                            | -                                  | 2014                         | -                                  | 13 de octubre de 2015        |                                    |
| Rusia           | AXN                                 | -                            | -                                  | 2014                         | -                                  | -                            |                                    |
| Sudamérica      | AXN                                 | -                            | -                                  | -                            | -                                  | noviembre de 2015            |                                    |
| Sudáfrica       | AXN                                 | -                            | -                                  | 2014                         | -                                  | septiembre de 2015           |                                    |